# ATP-toernooi van Barcelona
Het ATP-toernooi van Barcelona is een jaarlijks terugkerend tennistoernooi voor mannen dat wordt georganiseerd in de Spaanse stad Barcelona. De officiële naam van het toernooi is Barcelona Open Banc Sabadell. Het toernooi valt in de categorie "ATP Tour 500".
Een week voor de mannen komen ook de vrouwen in actie in Barcelona, op het WTA-toernooi van Barcelona.
Het toernooi wordt afgewerkt op outdoor gravelbanen en wordt in april georganiseerd, wanneer de gemiddelde temperatuur zo'n 18 graden is. De eerste editie van het mannentoernooi was in 1953. Na de Madrid Masters is dit het meest belangrijke tennistoernooi van Spanje.
Met 12 titels is de Spanjaard Rafael Nadal de meest succesvolle tennisser in Barcelona.

## Officiële namen
- 1995-2007 - Open SEAT
- 2008-2012 - Torneo Godó, Trofeo Conde de Godó, Open Banco Sabadell
- 2013-heden - Barcelona Open Banc Sabadell

## Finales

### Enkelspel
| Datum             | Naam                          | Categorie           | ($/€)       | Winnaar                                | Verliezend finalist                    | Uitslag                                |                                        |
| ----------------- | ----------------------------- | ------------------- | ----------- | -------------------------------------- | -------------------------------------- | -------------------------------------- | -------------------------------------- |
| 1953              |                               |                     |             | Vic Seixas                             | Enrique Morea                          | 6-3, 6-4, 22-20                        |                                        |
| 1954              |                               |                     |             | Tony Trabert                           | Vic Seixas                             | 6-0, 6-1, 6-3                          |                                        |
| 1955              |                               |                     |             | Art Larsen                             | Budge Patty                            | 7-5, 3-6, 7-5, 2-6, 6-4                |                                        |
| 1956              |                               |                     |             | Herbert Flam (1)                       | Mervyn Rose                            | 6-2, 6-3, 6-0                          |                                        |
| 1957              |                               |                     |             | Herbert Flam (2)                       | Mervyn Rose                            | 6-4, 4-6, 6-3, 6-4                     |                                        |
| 1958              |                               |                     |             | Sven Davidson                          | Mervyn Rose                            | 4-6, 6-2, 7-5, 6-1                     |                                        |
| 1959              |                               |                     |             | Neale Fraser                           | Roy Emerson                            | 6-2, 6-4, 3-6, 6-2                     |                                        |
| 1960              |                               |                     |             | Andrés Gimeno                          | Giuseppe Merlo                         | 6-1, 6-2, 6-1                          |                                        |
| 1961              |                               |                     |             | Roy Emerson (1)                        | Manuel Santana                         | 6-4, 6-4, 6-1                          |                                        |
| 1962              |                               |                     |             | Manuel Santana (1)                     | Ramanathan Krishnan                    | 3-6, 6-3, 6-4, 8-6                     |                                        |
| 1963              |                               |                     |             | Roy Emerson (2)                        | Juan Manuel Couder                     | 0-6, 6-4, 6-3, 4-6, 6-3                |                                        |
| 1964              |                               |                     |             | Roy Emerson (3)                        | Manuel Santana                         | 2-6, 7-5, 6-3, 6-3                     |                                        |
| 1965              |                               |                     |             | Juan Gisbert                           | Martin Mulligan                        | 6-4, 4-6, 6-1, 2-6, 6-2                |                                        |
| 1966              |                               |                     |             | Thomaz Koch                            | Nikola Pilić                           | 6-3, 6-2, 3-6, 7-5                     |                                        |
| 1967              |                               |                     |             | Martin Mulligan (1)                    | Rafael Osuna                           | 5-7, 7-5, 6-4, 6-3                     |                                        |
| ↓ open tijdperk ↓ |                               |                     |             |                                        |                                        |                                        |                                        |
| 1968              |                               |                     |             | Martin Mulligan (2)                    | Ingo Buding                            | 6-0, 6-1, 6-0                          |                                        |
| 1969              |                               |                     |             | Manuel Orantes (1)                     | Manuel Santana                         | 6-4, 7-5, 6-4                          |                                        |
| 05-10-1970        |                               |                     |             | Manuel Santana (2)                     | Rod Laver                              | 6-4, 6-3, 6-4                          |                                        |
| 25-10-1971        | Barcelona WCT                 |                     | $ 60.000    | Manuel Orantes (2)                     | Bob Lutz                               | 6-4, 6-3, 6-4                          |                                        |
| 23-10-1972        |                               |                     |             | Jan Kodeš                              | Manuel Orantes                         | 6-3, 6-2, 6-4                          |                                        |
| 08-10-1973        |                               |                     |             | Ilie Năstase (1)                       | Manuel Orantes                         | 2-6, 6-1, 8-6, 6-4                     |                                        |
| 14-10-1974        |                               |                     |             | Ilie Năstase (2)                       | Manuel Orantes                         | 8-6, 9-7, 6-3                          |                                        |
| 13-10-1975        |                               |                     |             | Björn Borg (1)                         | Adriano Panatta                        | 1-6, 7-6, 6-3, 6-2                     |                                        |
| 18-10-1976        |                               |                     |             | Manuel Orantes (3)                     | Eddie Dibbs                            | 6-1, 2-6, 2-6, 7-5, 6-4                |                                        |
| 17-10-1977        | Trofeo Conde de Godó          |                     |             | Björn Borg (2)                         | Manuel Orantes                         | 6-2, 7-5, 6-2                          |                                        |
| 09-10-1978        | Trofeo Conde de Godó          |                     | $ 175.000   | Balázs Taróczy                         | Ilie Năstase                           | 1-6, 7-5, 4-6, 6-3, 6-4                |                                        |
| 08-10-1979        | Trofeo Conde de Godó          |                     | $ 175.000   | Hans Gildemeister                      | Eddie Dibbs                            | 6-4, 6-3, 6-1                          |                                        |
| 06-10-1980        | Trofeo Conde de Godó          |                     | $ 175.000   | Ivan Lendl (1)                         | Guillermo Vilas                        | 6-4, 5-7, 6-4, 4-6, 6-1                |                                        |
| 05-10-1981        | Trofeo Conde de Godó          |                     | $ 175.000   | Ivan Lendl (2)                         | Guillermo Vilas                        | 6-0, 6-3, 6-0                          |                                        |
| 04-10-1982        | Trofeo Conde de Godó          | GP World Series     | $ 200.000   | Mats Wilander (1)                      | Guillermo Vilas                        | 6-3, 6-4, 6-3                          |                                        |
| 03-10-1983        | Trofeo Conde de Godó          | GP World Series     | $ 200.000   | Mats Wilander (2)                      | Guillermo Vilas                        | 6-0, 6-3, 6-1                          |                                        |
| 01-10-1984        | Trofeo Conde de Godó          | GP World Series     | $ 200.000   | Mats Wilander (3)                      | Joakim Nyström                         | 7-6, 6-4, 0-6, 6-2                     |                                        |
| 23-09-1985        | Trofeo Conde de Godó          |                     | $ 210.000   | Thierry Tulasne                        | Mats Wilander                          | 0-6, 6-2, 3-6, 6-4, 6-0                |                                        |
| 22-09-1986        | Trofeo Conde de Godó          |                     | $ 220.000   | Kent Carlsson (1)                      | Andreas Maurer                         | 6-2, 6-2, 6-0                          |                                        |
| 21-09-1987        | Trofeo Conde de Godó          |                     | $ 232.000   | Martín Jaite                           | Mats Wilander                          | 7-6, 6-4, 4-6, 0-6, 6-4                |                                        |
| 12-09-1988        | Trofeo Conde de Godó          |                     | $ 372.500   | Kent Carlsson (2)                      | Thomas Muster                          | 6-3, 6-3, 3-6, 6-1                     |                                        |
| 18-09-1989        | Trofeo Conde de Godó          |                     | $ 375.000   | Andrés Gómez (1)                       | Horst Skoff                            | 6-4, 6-4, 6-2                          |                                        |
| 09-04-1990        | Trofeo Conde de Godó          | Championship Series | $ 375.000   | Andrés Gómez (2)                       | Guillermo Pérez Roldán                 | 6-0, 7-6, 3-6, 0-6, 6-2                | details                                |
| 08-04-1991        | Trofeo Conde de Godó          | Championship Series | $ 510.000   | Emilio Sánchez                         | Sergi Bruguera                         | 6-4, 7-6, 6-2                          | details                                |
| 06-04-1992        | Trofeo Conde de Godó          | Championship Series | $ 660.000   | Carlos Costa                           | Magnus Gustafsson                      | 6-4, 7-6, 6-4                          | details                                |
| 05-04-1993        | Trofeo Conde de Godó          | Championship Series | $ 750.000   | Andrej Medvedev                        | Sergi Bruguera                         | 6-7, 6-3, 7-5, 6-4                     | details                                |
| 04-04-1994        | Trofeo Conde de Godó          | Championship Series | $ 775.000   | Richard Krajicek                       | Carlos Costa                           | 6-4, 7-6, 6-2                          | details                                |
| 10-04-1995        | Trofeo Conde de Godó          | Championship Series | $ 775.000   | Thomas Muster (1)                      | Magnus Larsson                         | 6-2, 6-1, 6-4                          | details                                |
| 15-04-1996        | Trofeo Conde de Godó          | Championship Series | $ 800.000   | Thomas Muster (2)                      | Marcelo Ríos                           | 6-3, 4-6, 7-6                          | details                                |
| 14-04-1997        | Trofeo Conde de Godó          | Championship Series | $ 825.000   | Albert Costa                           | Albert Portas                          | 7-5, 6-4, 6-4                          | details                                |
| 13-04-1998        | Trofeo Conde de Godó          | Series Gold         | $ 825.000   | Todd Martin                            | Alberto Berasategui                    | 6-2, 1-6, 6-3, 6-2                     | details                                |
| 12-04-1999        | Open Seat Godó                | Series Gold         | $ 825.000   | Félix Mantilla                         | Karim Alami                            | 7-6, 6-3, 6-3                          | details                                |
| 24-04-2000        | Open Seat Godó                | Series Gold         | $ 900.000   | Marat Safin                            | Juan Carlos Ferrero                    | 6-3, 6-3, 6-4                          | details                                |
| 23-04-2001        | Open Seat Godó                | Series Gold         | $ 900.000   | Juan Carlos Ferrero                    | Carlos Moyá                            | 4-6, 7-5, 6-3, 3-6, 7-5                | details                                |
| 22-04-2002        | Open Seat Godó                | Series Gold         | $ 955.000   | Gastón Gaudio                          | Albert Costa                           | 6-4, 6-0, 6-2                          | details                                |
| 21-04-2003        | Open Seat Godó                | Series Gold         | $ 900.000   | Carlos Moyá                            | Marat Safin                            | 5-7, 6-2, 6-2, 3-0 (opgave)            | details                                |
| 26-04-2004        | Open Seat Godó                | Series Gold         | $ 1.000.000 | Tommy Robredo                          | Gastón Gaudio                          | 6-3, 4-6, 6-2, 3-6, 6-3                | details                                |
| 18-04-2005        | Open Seat Godó                | Series Gold         | $ 900.000   | Rafael Nadal (1)                       | Juan Carlos Ferrero                    | 6-1, 7-6, 6-3                          | details                                |
| 24-04-2006        | Open Seat                     | Series Gold         | $ 900.000   | Rafael Nadal (2)                       | Tommy Robredo                          | 6-4, 6-4, 6-0                          | details                                |
| 23-04-2007        | Open Seat                     | Series Gold         | $ 900.000   | Rafael Nadal (3)                       | Guillermo Cañas                        | 6-3, 6-4                               | details                                |
| 28-04-2008        | Open Sabadell Atlántico       | Series Gold         | € 803.000   | Rafael Nadal (4)                       | David Ferrer                           | 6-1, 4-6, 6-1                          | details                                |
| 20-04-2009        | Barcelona Open Banco Sabadell | ATP 500             | € 1.550.000 | Rafael Nadal (5)                       | David Ferrer                           | 6-2, 7-5                               | details                                |
| 19-04-2010        | Barcelona Open Banc Sabadell  | ATP 500             | € 1.550.000 | Fernando Verdasco                      | Robin Söderling                        | 6-3, 4-6, 6-3                          | details                                |
| 18-04-2011        | Barcelona Open Banc Sabadell  | ATP 500             | € 1.550.000 | Rafael Nadal (6)                       | David Ferrer                           | 6-2, 6-4                               | details                                |
| 23-04-2012        | Barcelona Open Banc Sabadell  | ATP 500             | € 1.627.500 | Rafael Nadal (7)                       | David Ferrer                           | 7-6, 7-5                               | details                                |
| 22-04-2013        | Barcelona Open Banco Sabadell | ATP 500             | € 1.708.875 | Rafael Nadal (8)                       | Nicolás Almagro                        | 6-4, 6-3                               | details                                |
| 21-04-2014        | Barcelona Open Banco Sabadell | ATP 500             | € 1.845.585 | Kei Nishikori (1)                      | Santiago Giraldo                       | 6-2, 6-2                               | details                                |
| 20-04-2015        | Barcelona Open Banco Sabadell | ATP 500             | € 1.993.230 | Kei Nishikori (2)                      | Pablo Andujar                          | 6-4, 6-4                               | details                                |
| 18-04-2016        | Barcelona Open Banco Sabadell | ATP 500             | € 2.152.690 | Rafael Nadal (9)                       | Kei Nishikori                          | 6-4, 7-5                               | details                                |
| 24-04-2017        | Barcelona Open Banc Sabadell  | ATP 500             | € 2.324.905 | Rafael Nadal (10)                      | Dominic Thiem                          | 6-4, 6-1                               | details                                |
| 23-04-2018        | Barcelona Open Banc Sabadell  | ATP 500             | € 2.510.900 | Rafael Nadal (11)                      | Stéfanos Tsitsipás                     | 6-2, 6-1                               | details                                |
| 28-04-2019        | Barcelona Open Banc Sabadell  | ATP 500             | € 2.609.135 | Dominic Thiem                          | Daniil Medvedev                        | 6-4, 6-0                               | details                                |
| 26-04-2020        | Barcelona Open Banc Sabadell  | ATP 500             | € 2.661.825 | Geen toernooi wegens de coronapandemie | Geen toernooi wegens de coronapandemie | Geen toernooi wegens de coronapandemie | Geen toernooi wegens de coronapandemie |
| 25-04-2021        | Barcelona Open Banc Sabadell  | ATP 500             | € 1.702.800 | Rafael Nadal (12)                      | Stéfanos Tsitsipás                     | 6-4, 6-7(6), 7-5                       | details                                |
| 24-04-2022        | Barcelona Open Banc Sabadell  | ATP 500             | € 2.661.825 | Carlos Alcaraz (1)                     | Pablo Carreño Busta                    | 6-3, 6-2                               | details                                |
| 23-04-2023        | Barcelona Open Banc Sabadell  | ATP 500             | € 2.722.480 | Carlos Alcaraz (2)                     | Stéfanos Tsitsipás                     | 6–3, 6–4                               | details                                |
| 21-04-2024        | Barcelona Open Banc Sabadell  | ATP 500             | € 2.782.960 | Casper Ruud                            | Stéfanos Tsitsipás                     | 7–5, 6–3                               | details                                |
| 20-04-2025        | Barcelona Open Banc Sabadell  | ATP 500             | € 2.889.200 | Casper Ruud                            | Carlos Alcaraz                         | 7–6, 6–2                               | details                                |

### Dubbelspel
| Datum             | Naam                          | Categorie           | ($/€)       | Winnaars                                          | Verliezend finalisten                  | Uitslag                                |                                        |
| ----------------- | ----------------------------- | ------------------- | ----------- | ------------------------------------------------- | -------------------------------------- | -------------------------------------- | -------------------------------------- |
| 1953              |                               |                     |             | Enrique Morea Vic Seixas                          | Jaime Bartrolí Lennart Bergelin        | 6-3, 3-6, 6-3, 6-1                     |                                        |
| 1954              |                               |                     |             | Vic Seixas Tony Trabert                           | Jack Arkinstall Malcolm Fox            | 6-3, 6-4, 6-2                          |                                        |
| 1955              |                               |                     |             | Mervyn Rose (1) George Worthington                | Art Larsen Budge Patty                 | 6-2, 2-6, 6-2, 6-1                     |                                        |
| 1956              |                               |                     |             | Don Candy Lew Hoad                                | Robert Howe Art Larsen                 | 6-1, 6-1, 6-2                          |                                        |
| 1957              |                               |                     |             | Robert Howe Mervyn Rose (2)                       | Grasrt Flam Sydney Schwartz            | 6-3, 6-3, 5-7, 6-1                     |                                        |
| 1958              |                               |                     |             | Jaroslav Drobný Budge Patty                       | Mervyn Rose Warren Woodcock            | 7-5, 6-3, 6-2                          |                                        |
| 1959              |                               |                     |             | Roy Emerson (2) Neale Fraser (1)                  | Luis Ayala Rod Laver                   | 6-2, 4-6, 6-4, 13-11                   |                                        |
| 1960              |                               |                     |             | Roy Emerson (2) Neale Fraser (2)                  | José Luis Arilla Andrés Gimeno         | 6-4, 6-0, 6-4                          |                                        |
| 1961              |                               |                     |             | Bob Hewitt Fred Stolle (1)                        | Bob Mark Manuel Santana                | 2-6, 6-3, 6-4, 6-4                     |                                        |
| 1962              |                               |                     |             | Roy Emerson (3) Neale Fraser (3)                  | Bob Hewitt Fred Stolle                 | 8-6, 8-6, 6-4                          |                                        |
| 1963              |                               |                     |             | Roy Emerson (4) Manuel Santana                    | José Luis Arilla Eduardo Soriano       | 5-7, 6-2, 3-6, 7-5, 6-3                |                                        |
| 1964              |                               |                     |             | Roy Emerson (5) Ken Fletcher                      | José Edison Mandarino Eduardo Soriano  | 6-3, 8-6, 1-6, 5-7, 6-3                |                                        |
| 1965              |                               |                     |             | Roy Emerson (6) Ramanathan Krishnan               | José Luis Arilla Manuel Santana        | 6-2, 6-1, 6-1                          |                                        |
| 1966              |                               |                     |             | Roy Emerson (7) Fred Stolle (2)                   | Thomaz Koch José Edison Mandarino      | 9-7, 6-4                               |                                        |
| 1967              |                               |                     |             | Thomaz Koch José Edison Mandarino                 | Ramanathan Krishnan Rafael Osuna       | 6-2, 6-4, 8-6                          |                                        |
| ↓ open tijdperk ↓ |                               |                     |             |                                                   |                                        |                                        |                                        |
| 1968              |                               |                     |             | Carlos Fernandes Patricio Rodríguez (1)           | Thomaz Koch José Edison Mandarino      | 6-2, 3-6, 6-3, 6-1, 6-4                |                                        |
| 1969              |                               |                     |             | Manuel Orantes (1) Patricio Rodríguez (2)         | Terry Addison Ray Keldie               | 8-10, 6-3, 6-1, 5-7, 6-2               |                                        |
| 05-10-1970        |                               |                     |             | Lew Hoad Manuel Santana                           | Andrés Gimeno Rod Laver                | 6-4, 9-7, 7-5                          |                                        |
| 25-10-1971        | Barcelona WCT                 |                     | $ 60.000    | Željko Franulović Juan Gisbert (1)                | Cliff Drysdale Andrés Gimeno           | 7-6, 6-2, 7-6                          |                                        |
| 23-10-1972        |                               |                     |             | Juan Gisbert (2) Manuel Orantes (2)               | Frew McMillan Ilie Năstase             | 6-3, 3-6, 6-4                          |                                        |
| 08-10-1973        |                               |                     |             | Ilie Năstase (1) Tom Okker                        | Antonio Muñoz Manuel Orantes           | 4-6, 6-3, 6-2                          |                                        |
| 14-10-1974        |                               |                     |             | Juan Gisbert (3) Ilie Năstase (2)                 | Manuel Orantes Guillermo Vilas         | 3-6, 6-0, 6-2                          |                                        |
| 13-10-1975        |                               |                     |             | Björn Borg Guillermo Vilas                        | Wojciech Fibak Karl Meiler             | 3-6, 6-4, 6-3                          |                                        |
| 18-10-1976        |                               |                     |             | Brian Gottfried Raúl Ramírez                      | Bob Hewitt Frew McMillan               | 7-6, 6-4                               |                                        |
| 17-10-1977        | Trofeo Conde de Godó          |                     |             | Wojciech Fibak Jan Kodeš                          | Bob Hewitt Frew McMillan               | 6-0, 6-4                               |                                        |
| 09-10-1978        | Trofeo Conde de Godó          |                     | $ 175.000   | Željko Franulović Hans Gildemeister               | Jean-Louis Haillet Gilles Moretton     | 6-1, 6-4                               |                                        |
| 08-10-1979        | Trofeo Conde de Godó          |                     | $ 175.000   | Paolo Bertolucci Adriano Panatta                  | Carlos Kirmayr Cássio Motta            | 6-4, 6-3                               |                                        |
| 06-10-1980        | Trofeo Conde de Godó          |                     | $ 175.000   | Steve Denton Ivan Lendl                           | Pavel Složil Balázs Taróczy            | 6-2, 6-7, 6-3                          |                                        |
| 05-10-1981        | Trofeo Conde de Godó          |                     | $ 175.000   | Anders Järryd (1) Hans Simonsson (1)              | Andrés Gómez Hans Gildemeister         | 6-1, 6-4                               |                                        |
| 04-10-1982        | Trofeo Conde de Godó          | GP World Series     | $ 200.000   | Anders Järryd (2) Hans Simonsson (2)              | Carlos Kirmayr Cássio Motta            | 6-3, 6-2                               |                                        |
| 03-10-1983        | Trofeo Conde de Godó          | GP World Series     | $ 200.000   | Anders Järryd (3) Hans Simonsson (3)              | Jim Gurfein Erick Iskersky             | 7-5, 6-3                               |                                        |
| 01-10-1984        | Trofeo Conde de Godó          | GP World Series     | $ 200.000   | Pavel Složil Tomáš Šmíd (1)                       | Martín Jaite Víctor Pecci              | 6-2, 6-0                               |                                        |
| 23-09-1985        | Trofeo Conde de Godó          |                     | $ 210.000   | Sergio Casal (1) Emilio Sánchez (1)               | Jan Gunnarsson Michael Mortensen       | 6-3, 6-3                               |                                        |
| 22-09-1986        | Trofeo Conde de Godó          |                     | $ 220.000   | Jan Gunnarsson Joakim Nyström                     | Carlos di Laura Claudio Panatta        | 6-3, 6-4                               |                                        |
| 21-09-1987        | Trofeo Conde de Godó          |                     | $ 232.000   | Miloslav Mečíř Tomáš Šmíd (2)                     | Javier Frana Christian Miniussi        | 6-1, 6-2                               |                                        |
| 12-09-1988        | Trofeo Conde de Godó          |                     | $ 372.500   | Sergio Casal (2) Emilio Sánchez (2)               | Claudio Mezzadri Diego Pérez           | 6-4, 6-3                               |                                        |
| 18-09-1989        | Trofeo Conde de Godó          |                     | $ 375.000   | Gustavo Luza Christian Miniussi                   | Sergio Casal Tomáš Šmíd                | 6-3, 6-3                               |                                        |
| 09-04-1990        | Trofeo Conde de Godó          | Championship Series | $ 375.000   | Andrés Gómez (1) Javier Sánchez (1)               | Sergio Casal Emilio Sánchez            | 7-6, 7-5                               | details                                |
| 08-04-1991        | Trofeo Conde de Godó          | Championship Series | $ 510.000   | Horacio de la Peña Diego Nargiso                  | Boris Becker Eric Jelen                | 3-6, 7-6, 6-4                          | details                                |
| 06-04-1992        | Trofeo Conde de Godó          | Championship Series | $ 660.000   | Andrés Gómez (2) Javier Sánchez (2)               | Ivan Lendl Karel Nováček               | 6-4, 6-4                               | details                                |
| 05-04-1993        | Trofeo Conde de Godó          | Championship Series | $ 750.000   | Shelby Cannon Scott Melville                      | Sergio Casal Emilio Sánchez            | 7-6, 6-1                               | details                                |
| 04-04-1994        | Trofeo Conde de Godó          | Championship Series | $ 775.000   | Jevgeni Kafelnikov (1) David Rikl                 | Jim Courier Javier Sánchez             | 5-7, 6-1, 6-4                          | details                                |
| 10-04-1995        | Trofeo Conde de Godó          | Championship Series | $ 775.000   | Trevor Kronemann David Macpherson                 | Andrea Gaudenzi Goran Ivanišević       | 5-7, 6-1, 6-4                          | details                                |
| 15-04-1996        | Trofeo Conde de Godó          | Championship Series | $ 800.000   | Luis Lobo Javier Sánchez (3)                      | Neil Broad Piet Norval                 | 6-2, 6-4                               | details                                |
| 14-04-1997        | Trofeo Conde de Godó          | Championship Series | $ 825.000   | Alberto Berasategui Jordi Burillo                 | Pablo Albano Àlex Corretja             | 6-3, 7-5                               | details                                |
| 13-04-1998        | Trofeo Conde de Godó          | Series Gold         | $ 825.000   | Jacco Eltingh Paul Haarhuis (1)                   | Ellis Ferreira Rick Leach              | 7-5, 6-0                               | details                                |
| 12-04-1999        | Open Seat Godó                | Series Gold         | $ 825.000   | Paul Haarhuis (2) Jevgeni Kafelnikov (2)          | Massimo Bertolini Cristian Brandi      | 7-5, 6-3                               | details                                |
| 24-04-2000        | Open Seat Godó                | Series Gold         | $ 900.000   | Nicklas Kulti Mikael Tillström                    | Paul Haarhuis Sandon Stolle            | 6-2, 6-7, 7-6                          | details                                |
| 23-04-2001        | Open Seat Godó                | Series Gold         | $ 900.000   | Donald Johnson Jared Palmer                       | Tommy Robredo Fernando Vicente         | 7-6, 6-4                               | details                                |
| 22-04-2002        | Open Seat Godó                | Series Gold         | $ 955.000   | Michael Hill Daniel Vacek                         | Lucas Arnold Ker Gastón Etlis          | 6-4, 6-4                               | details                                |
| 21-04-2003        | Open Seat Godó                | Series Gold         | $ 900.000   | Bob Bryan (1) Mike Bryan (1)                      | Chris Haggard Robbie Koenig            | 6-4, 6-3                               | details                                |
| 26-04-2004        | Open Seat Godó                | Series Gold         | $ 1.000.000 | Mark Knowles (1) Daniel Nestor (1)                | Mariano Hood Sebastián Prieto          | 4-6, 6-3, 6-4                          | details                                |
| 18-04-2005        | Open Seat Godó                | Series Gold         | $ 900.000   | Leander Paes Nenad Zimonjić (1)                   | Feliciano López Rafael Nadal           | 6-3, 6-3                               | details                                |
| 24-04-2006        | Open Seat                     | Series Gold         | $ 900.000   | Mark Knowles (2) Daniel Nestor (2)                | Mariusz Fyrstenberg Marcin Matkowski   | 6-2, 6-7, [10-5]                       | details                                |
| 23-04-2007        | Open Seat                     | Series Gold         | $ 900.000   | Andrei Pavel Alexander Waske                      | Rafael Nadal Bartolomé Salvá Vidal     | 6-3, 7-6                               | details                                |
| 28-04-2008        | Open Sabadell Atlántico       | Series Gold         | € 803.000   | Bob Bryan (2) Mike Bryan (2)                      | Mariusz Fyrstenberg Marcin Matkowski   | 6-3, 6-2                               | details                                |
| 20-04-2009        | Barcelona Open Banco Sabadell | ATP 500             | € 1.550.000 | Daniel Nestor (3) Nenad Zimonjić (2)              | Mahesh Bhupathi Mark Knowles           | 6-3, 7-6                               | details                                |
| 19-04-2010        | Barcelona Open Banc Sabadell  | ATP 500             | € 1.550.000 | Daniel Nestor (4) Nenad Zimonjić (3)              | Lleyton Hewitt Mark Knowles            | 4-6, 6-3 [10-7]                        | details                                |
| 18-04-2011        | Barcelona Open Banc Sabadell  | ATP 500             | € 1.550.000 | Santiago González Scott Lipsky                    | Bob Bryan Mike Bryan                   | 5-7, 6-2, [12-10]                      | details                                |
| 23-04-2012        | Barcelona Open Banc Sabadell  | ATP 500             | € 1.627.500 | Mariusz Fyrstenberg Marcin Matkowski              | Marcel Granollers Marc López           | 2-6, 7-6, [10-8]                       | details                                |
| 22-04-2013        | Barcelona Open Banco Sabadell | ATP 500             | € 1.708.875 | Alexander Peya Bruno Soares                       | Robert Lindstedt Daniel Nestor         | 5-7, 7-6(7), [10-4]                    | details                                |
| 21-04-2014        | Barcelona Open Banco Sabadell | ATP 500             | € 1.845.585 | Jesse Huta Galung Stéphane Robert                 | Jamie Murray John Peers                | 6-3, 6-3                               | details                                |
| 20-04-2015        | Barcelona Open Banco Sabadell | ATP 500             | € 1.993.230 | Marin Draganja Henri Kontinen                     | Daniel Nestor Nenad Zimonjić           | 6-3, 6-7(6), [11-9]                    | details                                |
| 18-04-2016        | Barcelona Open Banco Sabadell | ATP 500             | € 2.152.690 | Bob Bryan (3) Mike Bryan (3)                      | Pablo Cuevas Marcel Granollers         | 7-5, 7-5                               | details                                |
| 24-04-2017        | Barcelona Open Banc Sabadell  | ATP 500             | € 2.324.905 | Florin Mergea Aisam-ul-Haq Qureshi                | Philipp Petzschner Alexander Peya      | 6-4, 6-3                               | details                                |
| 23-04-2018        | Barcelona Open Banc Sabadell  | ATP 500             | € 2.510.900 | Feliciano López Marc López                        | Aisam-ul-Haq Qureshi Jean-Julien Rojer | 7-6(5), 6-4                            | details                                |
| 28-04-2019        | Barcelona Open Banc Sabadell  | ATP 500             | € 2.609.135 | Juan Sebastián Cabal (1) Robert Farah Maksoud (1) | Jamie Murray Bruno Soares              | 6-4, 7-6(4)                            | details                                |
| 26-04-2020        | Barcelona Open Banc Sabadell  | ATP 500             | € 2.661.825 | Geen toernooi wegens de coronapandemie            | Geen toernooi wegens de coronapandemie | Geen toernooi wegens de coronapandemie | Geen toernooi wegens de coronapandemie |
| 25-04-2021        | Barcelona Open Banc Sabadell  | ATP 500             | € 1.702.800 | Juan Sebastián Cabal (2) Robert Farah Maksoud (2) | Kevin Krawietz Horia Tecău             | 6-4, 6-2                               | details                                |
| 24-04-2022        | Barcelona Open Banc Sabadell  | ATP 500             | € 2.661.825 | Kevin Krawietz Andreas Mies                       | Wesley Koolhof Neal Skupski            | 6–7(3), 7–6(5), [10–6]                 | details                                |
| 23-04-2023        | Barcelona Open Banc Sabadell  | ATP 500             | € 2.722.480 | Máximo González (1) Máximo González (1)           | Wesley Koolhof Neal Skupski            | 6–3, 6–7(8), [10–4]                    | details                                |
| 21-04-2024        | Barcelona Open Banc Sabadell  | ATP 500             | € 2.782.960 | Máximo González (2) Máximo González (2)           | Hugo Nys Jan Zieliński                 | 4–6, 6–4, [11–9]                       | details                                |
| 20-04-2025        | Barcelona Open Banc Sabadell  | ATP 500             | € 2.889.200 | Sander Arends Luke Johnson                        | Joe Salisbury Neal Skupski             | 6–3, 6–7(1), [10–6]                    | details                                |

## Statistieken

### Meeste enkelspeltitels
| Aantal titels | Speler          | Jaren                                                                  |
| ------------- | --------------- | ---------------------------------------------------------------------- |
| 12            | Rafael Nadal    | 2005, 2006, 2007, 2008, 2009, 2011, 2012, 2013, 2016, 2017, 2018, 2021 |
| 3             | Roy Emerson     | 1961, 1963, 1964                                                       |
| 3             | Manuel Orantes  | 1969, 1971, 1976                                                       |
| 3             | Mats Wilander   | 1982, 1983, 1988                                                       |
| 2             | Herbert Flam    | 1956, 1957                                                             |
| 2             | Martin Mulligan | 1967, 1968                                                             |
| 2             | Manuel Santana  | 1962, 1970                                                             |
| 2             | Ilie Năstase    | 1973, 1974                                                             |
| 2             | Björn Borg      | 1977, 1975                                                             |
| 2             | Ivan Lendl      | 1980, 1981                                                             |
| 2             | Kent Carlsson   | 1986, 1988                                                             |
| 2             | Andrés Gómez    | 1989, 1990                                                             |
| 2             | Thomas Muster   | 1995, 1996                                                             |
| 2             | Kei Nishikori   | 2014, 2015                                                             |
| 2             | Carlos Alcaraz  | 2022, 2023                                                             |

(Bijgewerkt t/m 2025)

### Meeste enkelspeltitels per land
| Aantal titels | Land              |
| ------------- | ----------------- |
| 29            | Spanje            |
| 8             | Zweden            |
| 6             | Australië         |
| 6             | Verenigde Staten  |
| 3             | Oostenrijk        |
| 3             | Tsjecho-Slowakije |
| 2             | Argentinië        |
| 2             | Ecuador           |
| 2             | Japan             |
| 2             | Roemenië          |
| 1             | Brazilië          |
| 1             | Chili             |
| 1             | Denemarken        |
| 1             | Frankrijk         |
| 1             | Hongarije         |
| 1             | Nederland         |
| 1             | Noorwegen         |
| 1             | Rusland           |
| 1             | Oekraïne          |

(Bijgewerkt t/m 2025)

### Enkel- en dubbelspeltitel in hetzelfde jaar
| Tennisser      | Jaar       |
| -------------- | ---------- |
| Vic Seixas     | 1953       |
| Tony Trabert   | 1954       |
| Neale Fraser   | 1959       |
| Roy Emerson    | 1963, 1964 |
| Manuel Orantes | 1969, 1970 |
| Ilie Năstase   | 1973, 1974 |
| Björn Borg     | 1975       |
| Ivan Lendl     | 1980       |
| Andrés Gómez   | 1990       |

### Toeschouwersaantallen
| Jaar | Toeschouwers |
| ---- | ------------ |
| 2017 | 95.000       |
| 2018 | 101.467      |